# علبة سرعة

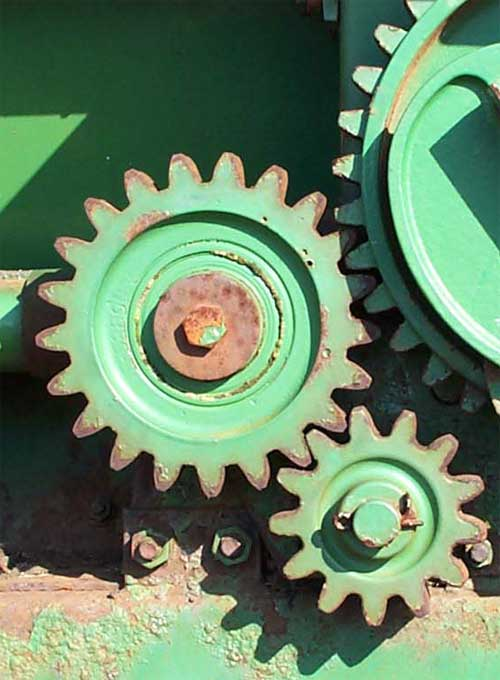
منظومة تروس في هيكل آلة.

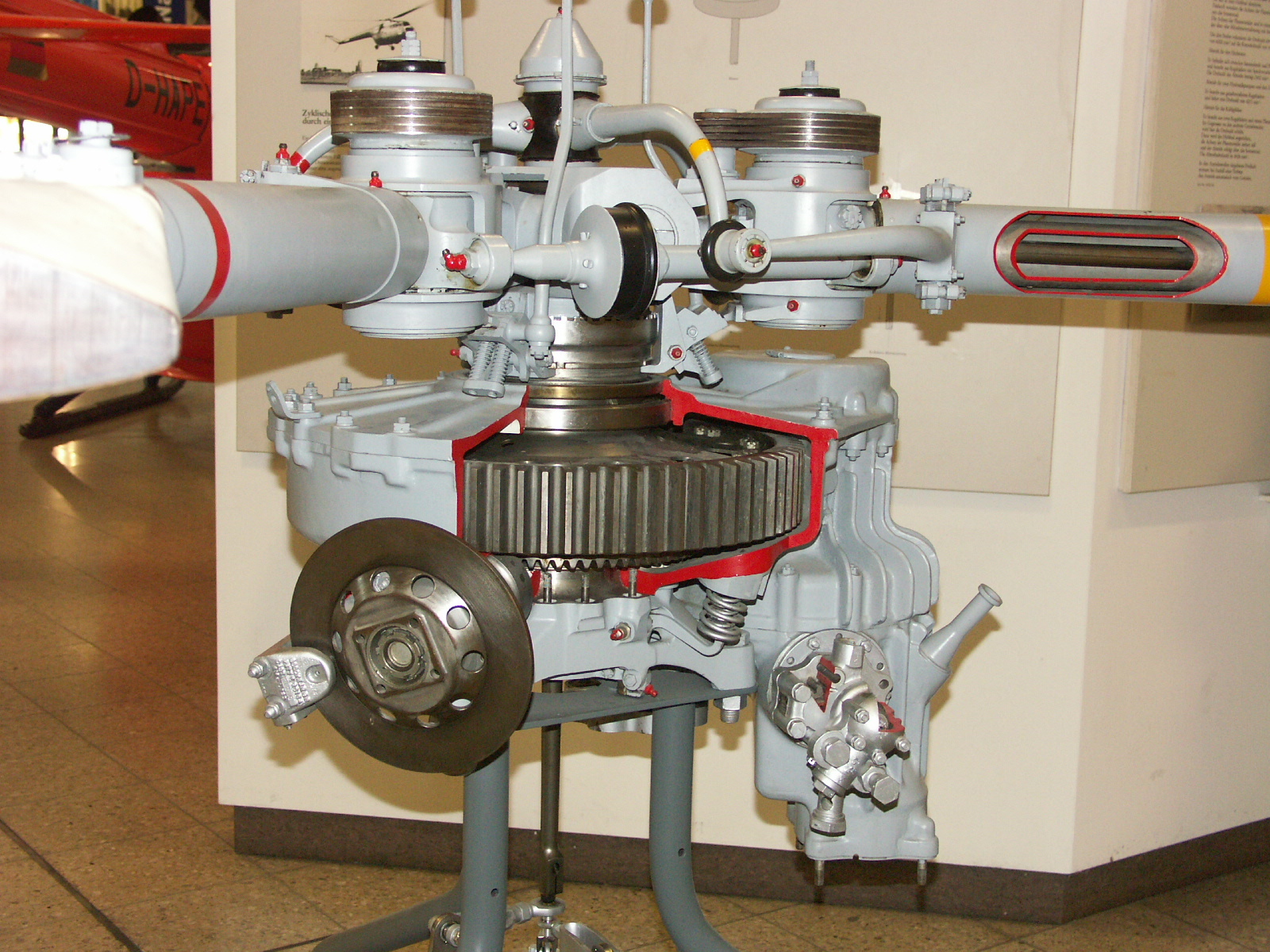
صندوق التروس الرئيسي في مروحية بريستول 171.

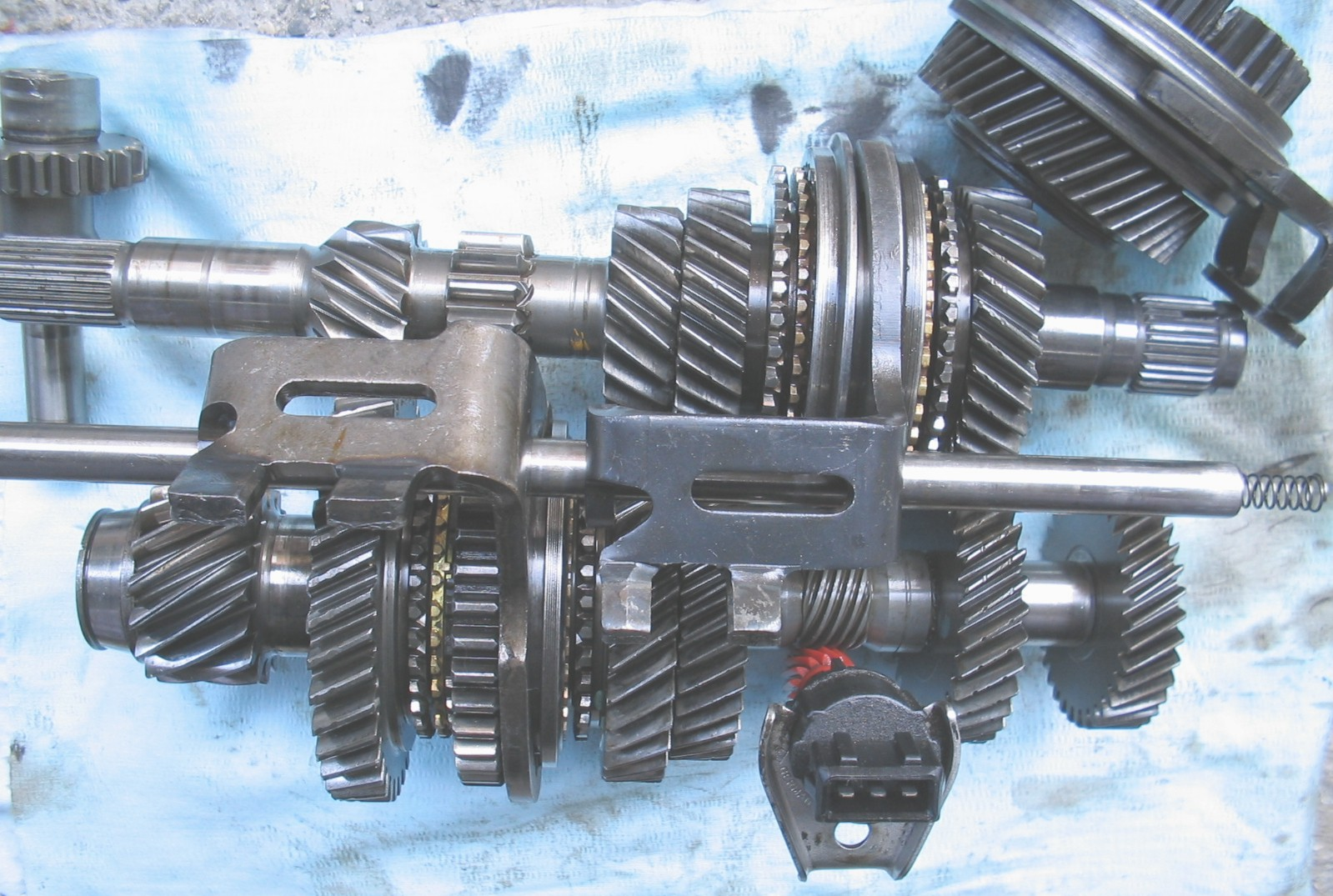
صندوق تروس بخمس سرعات.

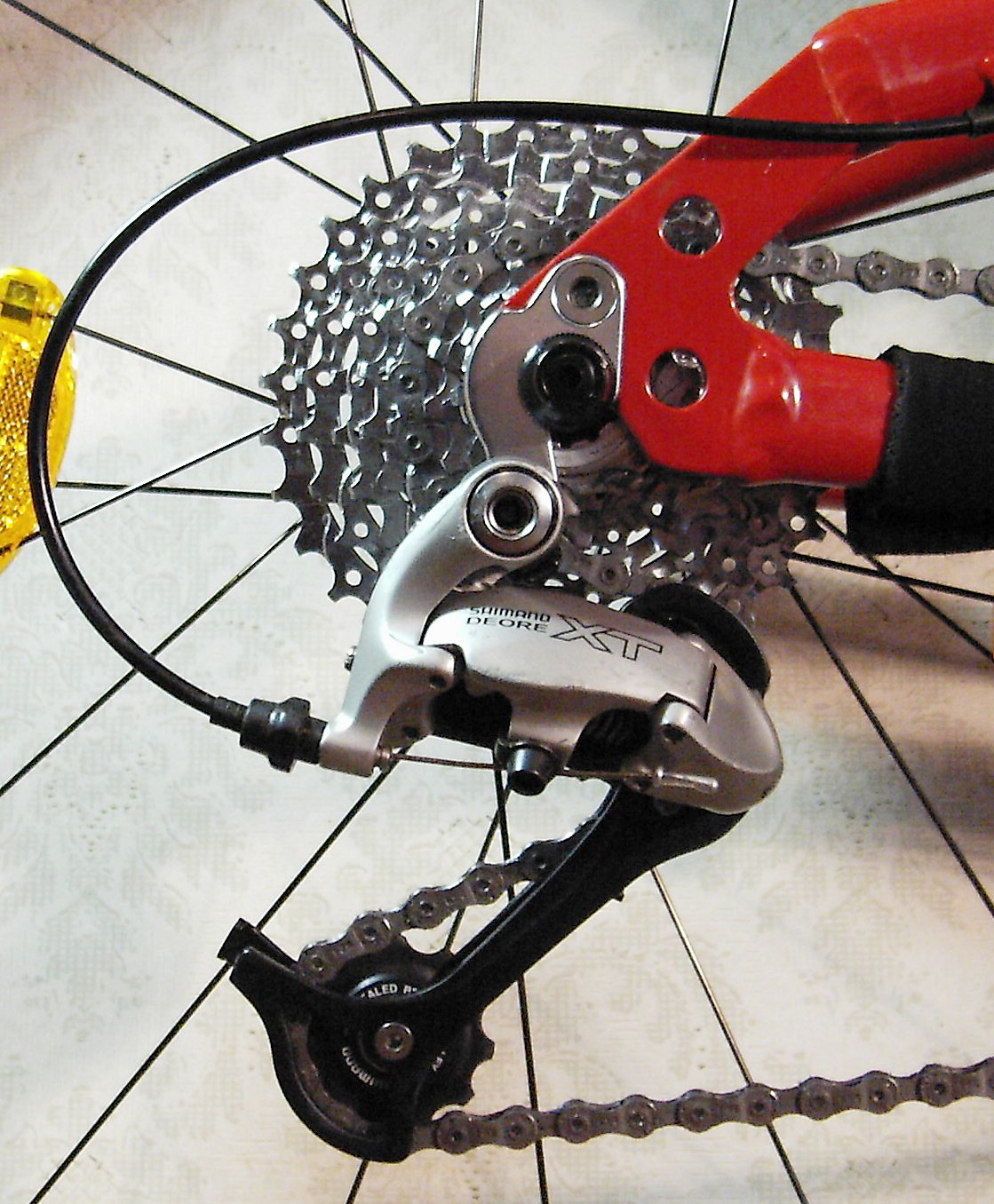
التروس (المسننات) في دراجة جبلية.

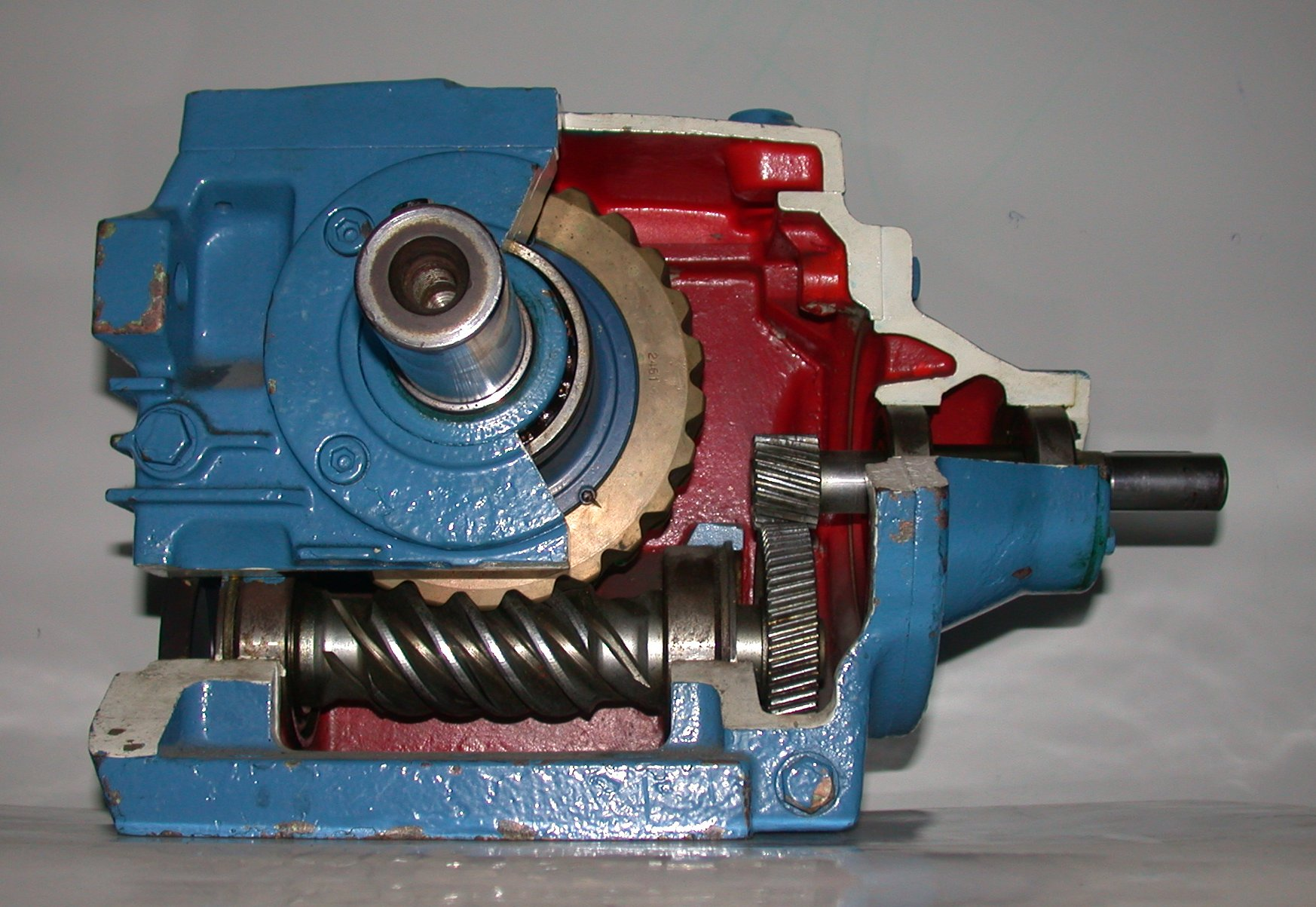
صندوق تروس ذو مرحلتين.

صندوق التروس أو المُنَاول أو علبة السرعة أو ناقل السرعة أو علبة المسننات هي آلة تقوم بنقل وتغيير عزم وسرعة الدوران القادم من مصدر طاقة دورانية ما باستعمال سلسة تروس ذات أحجام مختلفة. يعد نظام نقل الحركة في المركبات ذات المحرك كالسيارات أحد أهم تطبيقات صندوق التروس حيث يقوم صندوق التروس بتحويل سرعة دوران المحرك العالية نسبيا إلى سرعة مناسبة لعجلات المركبة.
غالبا ما يحتوي صندوق التروس على عدة تروس يمكن التنقل بينها بحسب تغيّر السرعة الدورانية لمصدر الطاقة الدورانية (كمحرك السيارة مثلًا) وذلك من أجل الحصول على السرعة والعزم المناسبين على مخرج صندوق التروس (مثل عجلات السيارة). يمكن أن يتم تغيير التروس في علبة السرعة يدويًا أو اوتاميتيكيًا.

## من قانون الروافع
قانون الروافع يقول أن حاصل ضرب القوة العاملة على الترس الكبير x نصف قطر الترس الكبير = القوة المؤثرة على الترس الصغير x نصف قطر الترس الصغير.
 القوة × طول ذراعها = المقاومة × طول ذراعها
وهذا ما يسمى العزم:
 العزم = القوة × طول ذراعها = المقاومة × طول ذراعها

## استخدامه
تستعمل صناديق التروس استعمالاً واسعاً في شتى التطبيقات الميكانيكية التي تعتمد في إنتاجها على توليد عزم دوران مثلما في السيارات ٍ ويقوم صندوق التروس بمهمة زيادة سرعة الدوران أو تخفيضها عن طريق توصيل الحركة من المحرك إلى المحور إلى العجلات . وهو يعتبر الوسيلة المثلى لتوليد العزم أو زيادة السرعة الدورانية في آلات كثيرة . كما انه لا يكاد يخلو مصنع أو منشأة صناعية من استخدام صناديق التروس ولو في أبسط أشكالها. ونحن نستخدم صناديق التروس في حياتنا اليومية العامة متمثلة في وسائل النقل المختلفة مثل السيارات والحافلات والشاحنات والطائرات وحتى الدراجات وغيرها.
يأتي التحكم في السرعة عن طريق منظومة لتروس ذات أحجام مختلفة .
مثال: إذا كان الترس الدوار كبيرا بالنسبة إلى ترس صغير، فإن دورة واحدة للترس الكبير تتسبب في عدة دورات للترس الصغير ؛ هذا يعتمد على عدد اسنان الترس الكبير والترس الصغير. في حالتها هذه يدور الترس الصغير عدة دورات أثناء دوران الترس الكبير دورة واحدة (أي تزداد السرعة) . وبالعكس إذا كان الترس الصغير هو المتحرك ويدير الترس الكبير ؛ في تلك الحالة تحدث تهدئة للسرعة ؛ حيث أن عدة دورات للترس الصغير تتسبب في دورة واحدة للترس الكبير . وهذا هو مبدأ عمل صندوق التروس.

## العمر الافتراضي
يحدد عمر صندوق التروس يحدد بالحمل على أسنان الترس وعدد دورات الترس الذي يكوّن مركـّبة للمناول. حيث أن لكل مناول ترسي سرعة مصممة عليه مسبقاً؛ إذا تجاوزها المستخدم فإن العمر الافتراضي لصندوق التروس يصبح أقل مما هو مصمم عليه. كما أن بعض صناديق التروس ترفق عند شرائها برسوم بيانية يمكن بها حساب العمر الافتراضي لها في ظروف تشغيل مختلفة.

## وصلات خارجية
- (بالإنجليزية) دليل صناديق نقل الحركة نسخة محفوظة 4 مارس 2012 على موقع واي باك مشين.
- (بالإنجليزية) كيفية عمل نقل الحركة اليدوي